# Слободан Зрнић
Слободан Зрнић (Ваљево, 18. август 1906 — Београд, 20. септембар 1990) био је машински инжењер, конструктор авиона, професор и декан Машинског факултета у Новом Саду.

## Биографија
Завршио је Машински факултет у Београду (фебруара 1928.) и Високу аеро-наутичку школу у Паризу (1930. године). Један је од конструктора југословенског ловачког авиона ИК-3, поред Косте Сивчева и Љубомира Илића. Зрнић се тиму прикључио у фази израде статичких прорачуна и пројектовања конструкцијских решења. Треба исправити историјску неправду према конструктору С.Ј.Зрнићу. Тај наш чувени авион су пројектовали: Љубомир Илић, Коста Сивчев и Слободан Зрнић. Од почетних ћириличних слова: Илић  – Коста  – Зрнић, настало је име авиона  ИКЗ (латинично IKZ). С обзиром да су до појаве овог авиона већ постојали авиони са ознаком ИК-1 и ИК-2, неко је уместо слова З прочитао број три. Та грешка се прећутно усталила посебно пишући латиничним писмом, чиме је ненамерно учињена неправда према познатом конструктору авиона Слободану J. Зрнићу. Према томе прави назив авиона је ИКЗ. Ловачки авион ИК-3 (IKZ) је учествовао у Априлском рату 1941. године. После рата је био и део тима у изградњи борбеног авиона Икарус С-49, заједно са Костом Сивчевим и Светозаром Поповићем.
Пре Другог светског рата инж. С.Ј.Зрнић је радио у Државној Фабрици Авиона ДФА у Краљеву а затим у Индустрији Аерополанских Мотора ИАМ у Раковици. После рата је одмах укључен конструкторску групу КГ бр.1, за пројектовање авиона. Након тога ради у фабрици 21. мај у Раковици, Конструкционом бироу фабрике Соко у Београду, Првој петолетци из Трстеника а од 1962. године је изабран за Редовног професора Машинског факултета у Новом Саду где је изабран и за Декана факултета. Од 1969. године је као експерт UNIDO више година радио у Алжиру и другим земљама у развоју.
Слободан Зрнић потиче из чувене инжењерске породице. Његов отац Јован се доселио у Београд из Бистрице у подножју Козаре и завршио технички одсек Београдске велике школе. Слободан је имао три брата и две сестре и сви су били инжењери. Син Душан му је професор универзитета у Оклахоми, а кћер архитекта.

## Списак авиона на којима је радио
- Бреге 19 - на њему је радио уградњу мотора Хиспано 500 и 650 KS, Рено 500 KS, Лорен 400 и 450 KS, К-14 680 KS, и Рајт Циклон 780 KS. (1931. - 1936.)
- ИК-3 - једномоторни ловац (1937.)
- ИК-5 - двомоторни ловац (1940.)[2]
- 211  - основни школски нискокрилац мешовита конструкција (1948.)
- 231  - основни школски нискокрилац мешовита конструкција (затворена кабина) (1948.)
- 212  - прелазни двосед нискокрилац мешовита конструкција (1948.)[3]
- 212Р - као 212 са Реноовим мотором (1948.)
- С-49А- ловац нискокрилац дрвена конструкција, мотор ВК 800 KS, (1947.)
- С-49Ц- ловац нискокрилац метална конструкција, мотор Хиспано 12Z17 1.400 KS,(1949.)
- С-49Б- подваријанта авиона С-49Ц.[4]